# LG ZEM
LG ZEM(한국어: 엘지 잼)은 LG전자에서 출시한 어린이 보호 기능 스마트폰이다. 기본 애플리케이션은 ZEM 등이 있다.

## 같이 보기
- LG
- 삼성 갤럭시 와이드 시리즈